# Jaime Riveros
Jaime Eduardo Riveros Valenzuela (Quinta de Tilcoco, 27 novembre 1970) è un ex calciatore cileno, di ruolo centrocampista.

## Palmarès

### Giocatore

#### Club
- Campionato cileno: 2

Santiago Wanderers : 2001
Everton de Viña del Mar: Apertura 2008
- Campionato colombiano: 1

Deportivo Cali: 2005

#### Individuale
- Calciatore cileno dell'anno: 1

2001